# 篦苞风毛菊
篦苞风毛菊（学名：Saussurea pectinata）为菊科风毛菊属的植物，是中国的特有植物。分布于中国大陆的甘肃、辽宁、山东、河南、吉林、北京、内蒙古、山西、河北等地，生长于海拔350米至1,900米的地区，见于草原、林缘、山坡林下、路旁及沟谷，目前尚未由人工引种栽培。